# Edoardo Margheriti
Pour les articles homonymes, voir Margheriti.
Edoardo Margheriti, né le 15 février 1959 à Rome (Latium), est un réalisateur de cinéma et de télévision ainsi qu'un producteur italien.

## Biographie
Fils du réalisateur Antonio Margheriti, Edoardo fait ses premiers pas en 1980 en tant qu'assistant-réalisateur auprès de son père dans les films Héros d'apocalypse ou L'Enfer en quatrième vitesse. Dans ce dernier film, il se charge également des effets spéciaux. En 1983, il a travaille aussi pour Sergio Martino dans le film 2019 après la chute de New York, en s'occupant des mannequins. Après avoir travaillé dans diverses productions, Edoardo signe en 1989 ses deux premiers longs métrages en tant que réalisateur, Black Cobra 2 et sa suite Coup de main aux Philippines, tous deux tournés aux Philippines. Puis pendant de nombreuses années il travaille dans la production en tant que directeur de production ou producteur exécutif dans de nombreux films ainsi que pour des séries télévisées telles que Elisa ou Lucky Luke. Ce n'est qu'en 2009 qu'il reviendra derrière la caméra, pour le téléfilm Negli occhi dell'assassino (it), puis à nouveau pour Mediaset il réalise La donna velata. Dans les années suivantes, il réalise deux épisodes du feuilleton 6 passi nel giallo (it) : Sotto protezione et Souvenirs.
En 2013 sort son nouveau film Il disordine del cuore et il réalise également un documentaire sur la carrière de son père, Antonio Margheriti, intitulé The Outsider – Il cinema di Antonio Margheriti. Tout au long de sa carrière, il a également travaillé en tant qu'acteur, faisant toujours de petites apparitions dans les longs métrages de son père (son seul vrai rôle n'était qu'en 2007 pour la série télévisée Fratelli detective (it)).
Depuis 2016, il travaille dans l'adaptation italienne des dialogues de séries télévisées américaines, notamment pour Netflix ou Amazon (Z : Là où tout commence, Mindhunter, Magnum, Les Enquêtes de Vera...)

## Filmographie

### Réalisateur
- 1989 : Black Cobra 2 (The Black Cobra 2)
- 1990 : Coup de main aux Philippines (The Black Cobra 3)
- 2009 : Negli occhi dell'assassino (it)
- 2009 : La donna velata
- 2011 : 6 passi nel giallo (it), épisode Sotto protezione
- 2012 : 6 passi nel giallo (it), épisode Souvenirs
- 2013 : The Outsider – Il cinema di Antonio Margheriti
- 2013 : Il disordine del cuore